# Bolitophila aperta
Bolitophila aperta is een muggensoort uit de familie van de Bolitophilidae. De wetenschappelijke naam van de soort is voor het eerst geldig gepubliceerd in 1915 door Lundstrom.